# Dope (chanson)
Pour les articles homonymes, voir Dope.
Pistes de Artpop
Mary Jane Holland
(12) Gypsy
(14)
Dope est une chanson de l'artiste américaine Lady Gaga, extraite de son quatrième album studio Artpop. Écrite par Gaga, DJ White Shadow, Nick Monson ainsi que Dino Zisis et produite par la chanteuse elle-même et Rick Rubin, la chanson est commercialisée en tant que second single promotionnel de Artpop le 4 novembre 2013 sur iTunes.
Dope est une ballade pop mélancolique à travers laquelle Lady Gaga exprime son regret d'avoir délaissé ses proches au profit de la drogue et l'alcool avant de se faire interner.
Le titre est acclamé par la critique qui fait l'éloge de sa sincérité, de la voix de Gaga, mais surtout la simplicité de ce dernier, qui selon elle est perdue au milieu de titres surproduits.

## Genèse et enregistrement
Le 1er septembre 2013, lors du iTunes Festival de Londres, Lady Gaga interprète le titre pour la première fois. À cette époque, la chanson est nommée I Wanna Be With You. Gaga explique l'avoir écrite peu après l'annulation de la fin de la tournée du Born This Way Ball causée par une blessure grave à la hanche en février 2013.

## Pochette
La pochette de Dope est dévoilée le 3 novembre via Twitter. Au milieu du cadre blanc commun aux pochettes des singles Applause et Do What U Want on peut apercevoir Gaga, avec ses cheveux bruns naturels, portant un étrange dentier aux dents chevauchées. En culotte, Gaga affiche des traces de coups le long de ses jambes.